# Jüdenstraße (Berlin-Mitte)
Die Jüdenstraße ist eine der ältesten Straßen des alten Berlin. Sie liegt im Berliner Ortsteil Mitte des gleichnamigen Bezirks.

## Namensherkunft
Das Wort Jüden ist eine umgelautete Nebenform zum mittelhochdeutschen Wort Juden. Die Jüdenstraße wurde Ende des 13. Jahrhunderts nach dem hier gelegenen Großen Jüdenhof im mittelalterlichen Berlin benannt. Der Straßenname gilt seither ununterbrochen, er wurde auch in der Zeit des Nationalsozialismus nicht verändert.

## Straßenführung

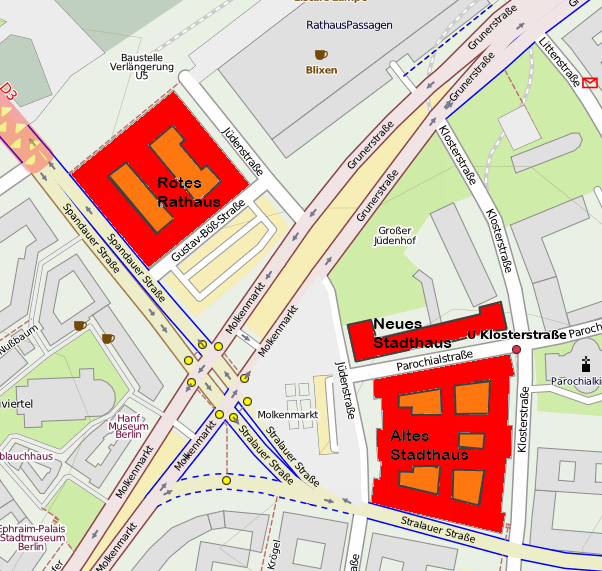
Karte mit Jüdenstraße, 2012

Die Führung der Jüdenstraße hat sich trotz mehrfacher zwischenzeitlicher Änderungen bis in das 21. Jahrhundert erhalten. Sie verbindet die Stralauer Straße mit der früheren Königstraße (seit 1951: Rathausstraße). Im Bereich des Molkenmarkts wird sie von der Grunerstraße unterbrochen. Ein über die Rathausstraße hinausführendes Teilstück bis zur nicht mehr erhaltenen Bischofstraße trug bis zu seiner Beseitigung Ende der 1960er Jahre den Namen Hoher Steinweg. Die Bezeichnung leitete sich von den hohen Steinen, einer seinerzeit besseren Straßenbefestigung, ab, weil sie höher lag als die übliche Bodenoberfläche, die bei schlechtem Wetter weniger gut begehbar war. Dieser Weg wurde eingeebnet und in die Grünanlage um den Berliner Fernsehturm einbezogen.
Eine südliche Verlängerung bis zur Spree am Rolandufer erhielt am 1. Januar 1999 die Bezeichnung Neue Jüdenstraße.

## Geschichte

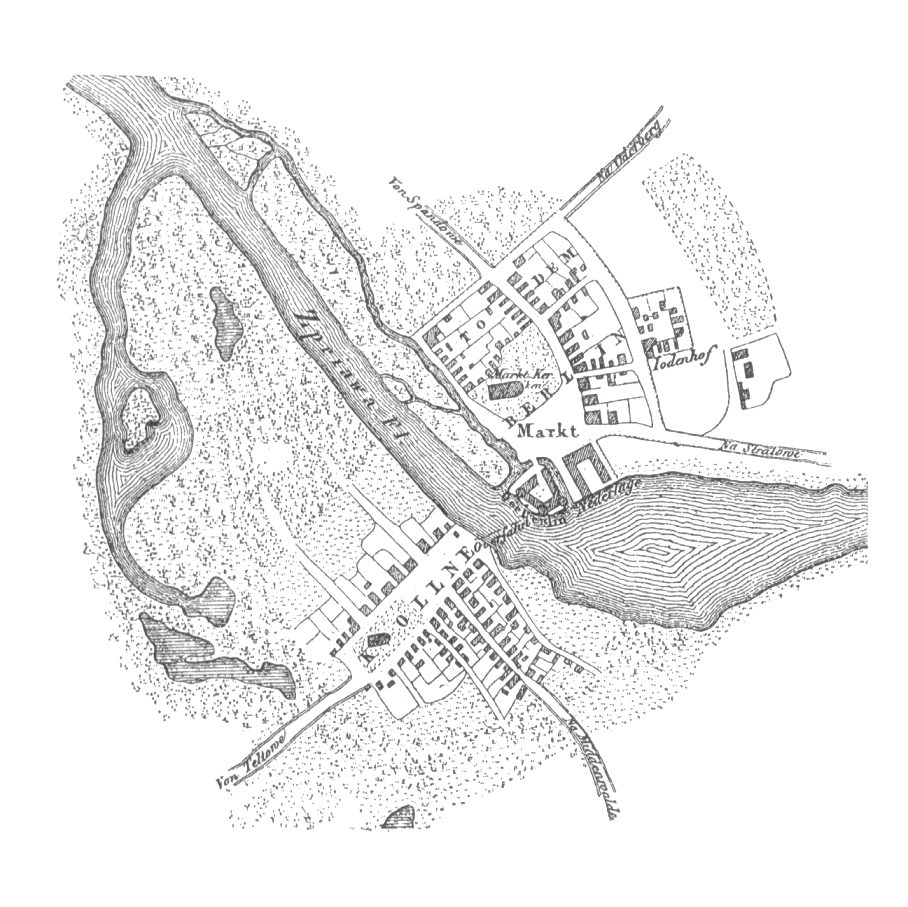
Die Jüdenstraße am „Iodenhof“ in Berlin, Anfang des 13. Jahrhunderts

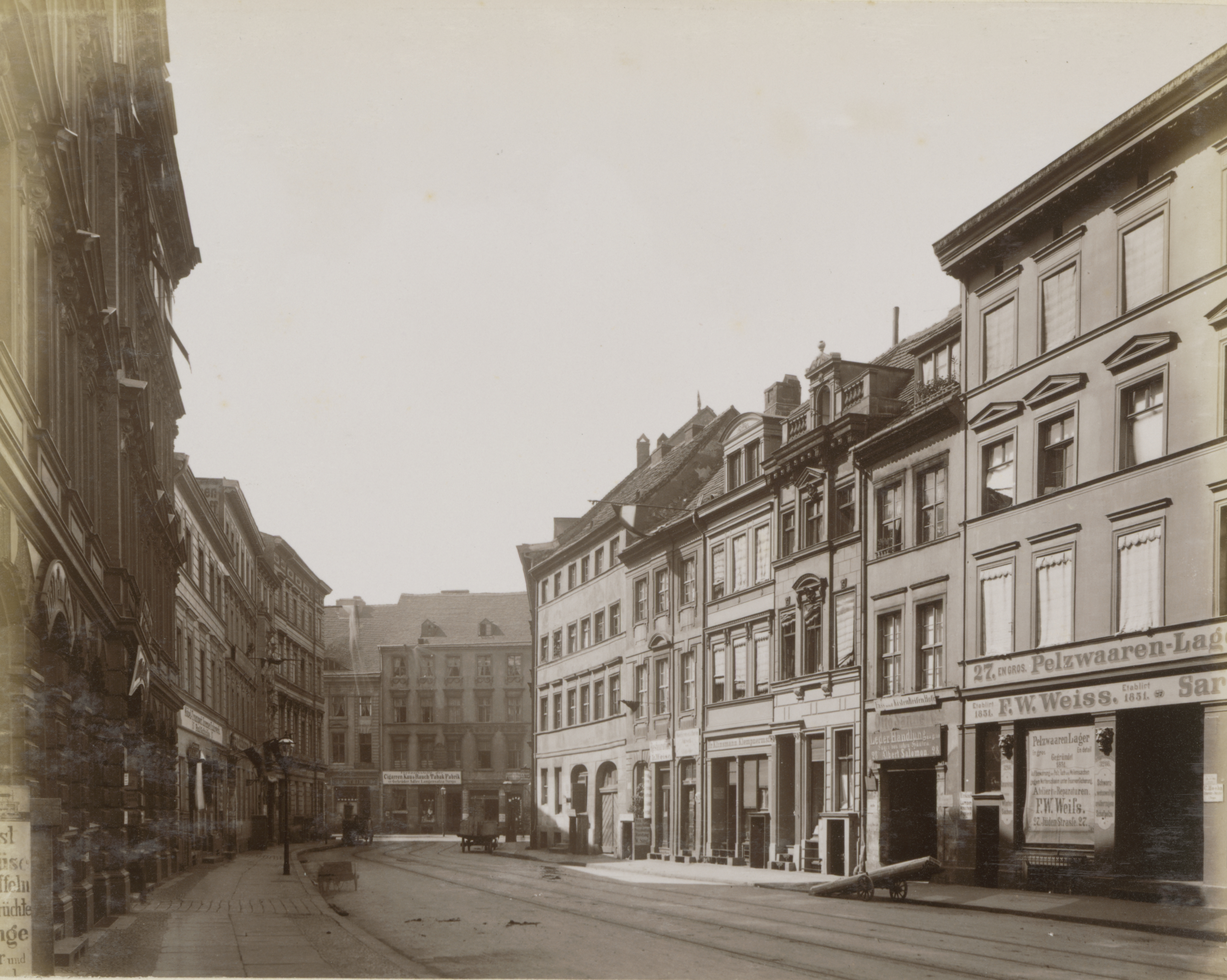
Jüdenstraße, ca. 1890

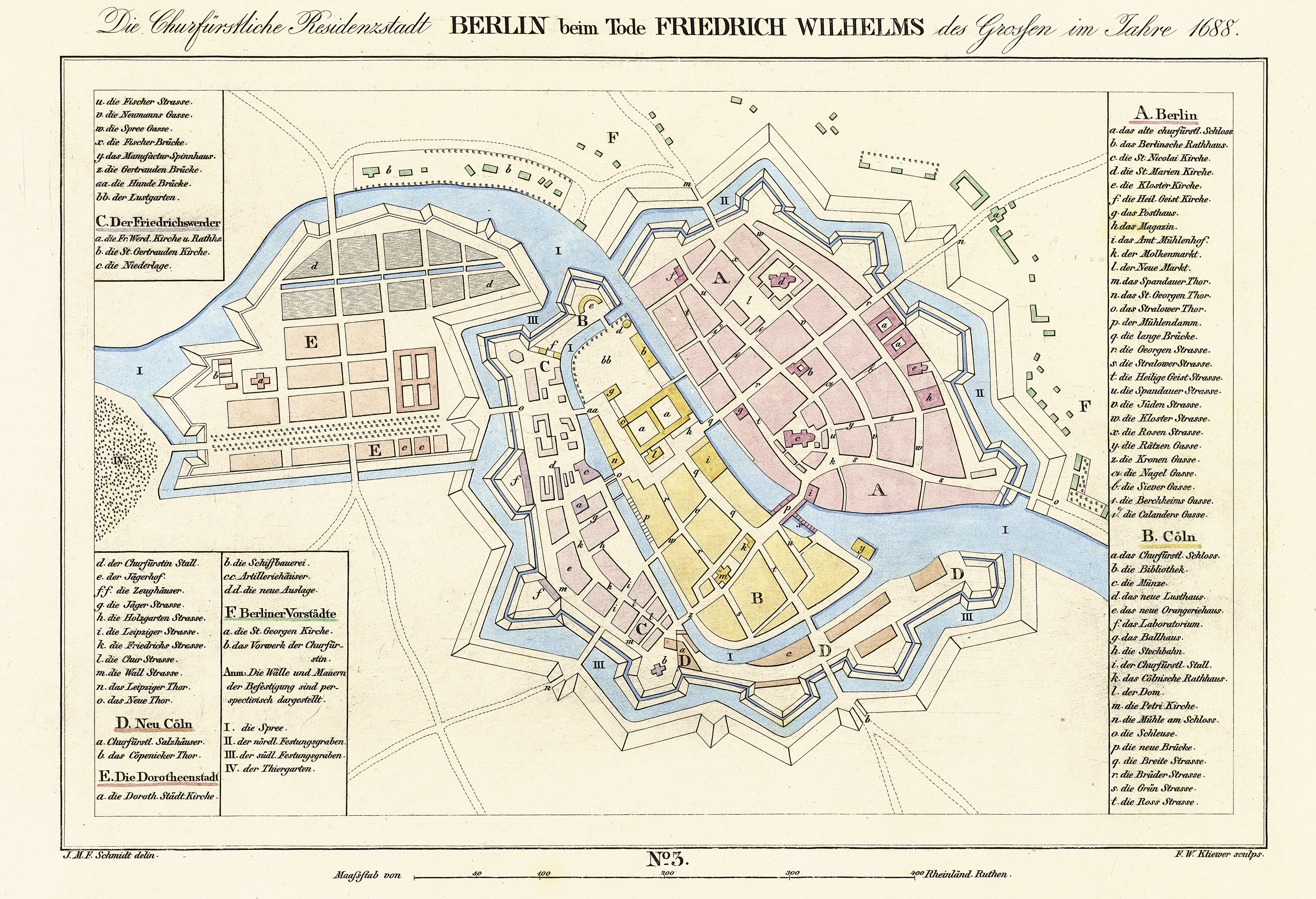
Alt-Berlin um 1688 – „v“ markiert die Jüdenstraße

Die Jüdenstraße wurde im 13. Jahrhundert angelegt. Jüdische Einwohner sind seit 1295 in Berlin nachweisbar.
Nach den Anschaulichen Tabellen von der gesamten Residenzstadt des Jahres 1799 verlief die Jüdenstraße von der Stralauer Straße (Haus Nummer 1), über die Kronengasse – Rätzen-Gasse, vorbei am Großen Jüdenhof, über Siebergasse, Nagelgasse bis zur damaligen Königstraße (Haus Nummer 32). Direkt an dieser Ecke stand 1799 das Königliche Gouvernement-Haus (später Gouverneurshaus genannt). Bewohner dieser Straße waren überwiegend Handwerker, Händler und Militärangehörige.
Das Adressbuch des Jahres 1901 gibt einen Eindruck von der dichten Bebauung im historischen Zentrum von Berlin. Die mehrgeschossigen Mietwohnhäuser, die Ende des 19. Jahrhunderts die kleinen Handwerkerbehausungen und Werkstätten ablösten, hatten jetzt 60 Hausnummern in Hufeisenform, deren Zählung aber nun an der Königstraße begann. Das waren zwar etwa so viele Häuser wie zum Ende des 18. Jahrhunderts, doch die Zahl der Bewohner war auf durchschnittlich mehr als zehn pro Haus angestiegen. Das Haus Nr. 51/52 gehörte der Kirchengemeinde von St. Nikolai und St. Marien und diente als Wohnhaus für den Prediger A. Seydel. Zwischen Juli 1913 und Mai 1930 wohnten Ludwig Wessel, seine Ehefrau Margarete und seine Kinder Horst, Ingeborg und Werner in dem Haus. Nach dem Tod von Horst Wessel wurde von der NSDAP im Beisein von Julius Lippert und weiterer hochrangiger Prominenz eine Gedenktafel angebracht. Im Gebäude Jüdenstraße 49 befand sich der Sitz der Berliner Börsen-Zeitung.
Der an der Jüdenstraße gelegene platzartige Große Jüdenhof besaß noch bis in die 1930er Jahre seine historische Bebauung. Im Jahr 1936 stand auf dessen Straßenschild:

„Großer Jüdenhof

– Benannt nach dem abgesonderten verschließbaren Wohnsitz der Juden (Getto) im mittelalterlichen Berlin.“

Von der historischen Bebauung an der Jüdenstraße blieben nach den Zerstörungen im Zweiten Weltkrieg und den Abrissen in der DDR-Zeit nur das Rote Rathaus sowie das Alte und das Neue Stadthaus erhalten. Auch das oben genannte Gouverneurshaus sowie das Salamanderhaus gibt es nicht mehr. Dafür reicht die nördliche Stirnseite der in den 1970er Jahren hier errichteten Rathauspassagen bis an die Straßenecke.

## Markante Bebauung

### Rotes Rathaus
Am nördlichen Ende der Jüdenstraße liegt das Rote Rathaus. Als Berliner Rathaus ist es Sitz des Berliner Senats und des Regierenden Bürgermeisters von Berlin.

### Altes Stadthaus

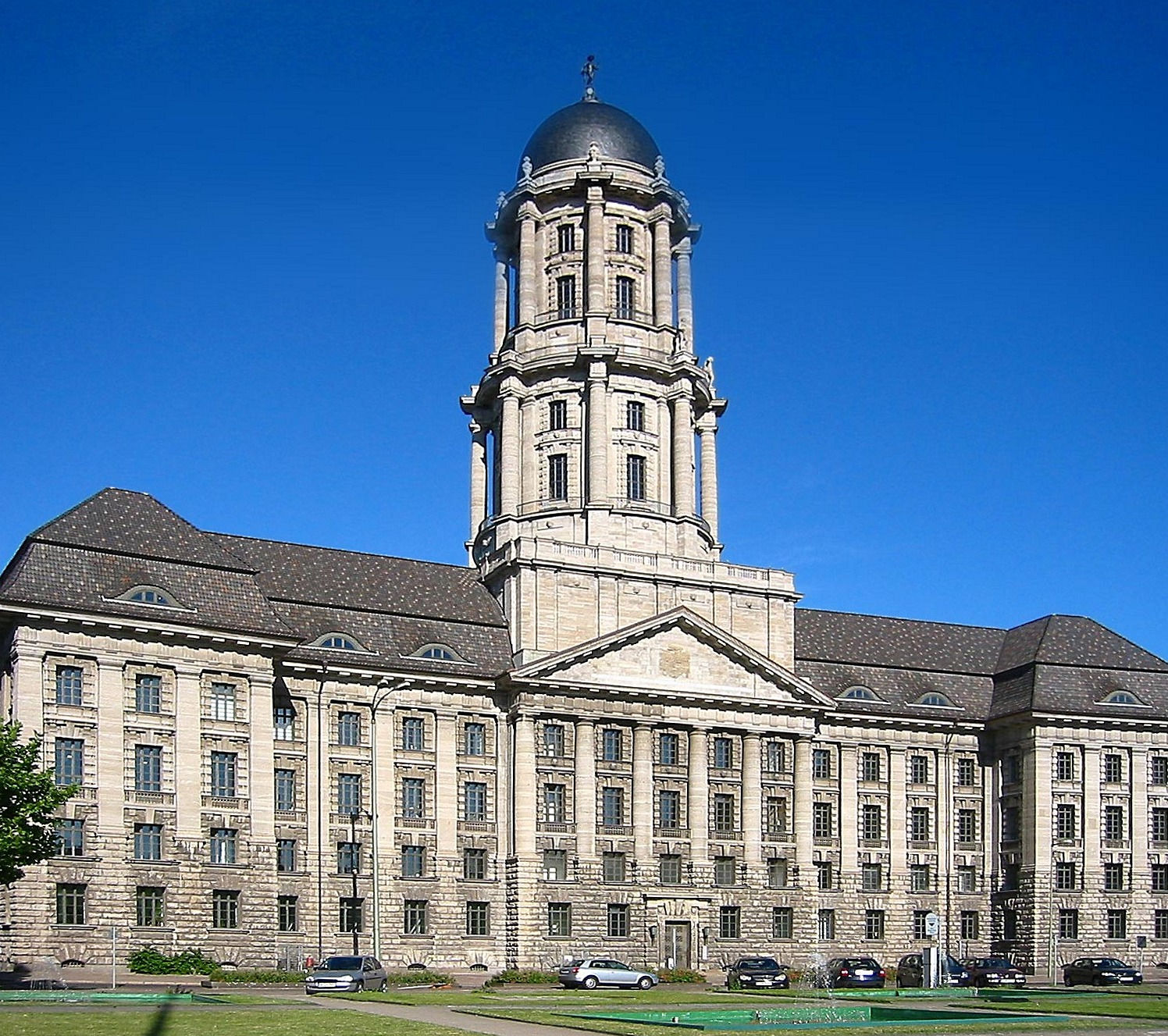
Altes Stadthaus

Platzdominierend in der Jüdenstraße 34–42 ist das Alte Stadthaus am Molkenmarkt, ursprünglich das „Neue“ Stadthaus, mit einem Rundturm an der Straßenfront der Jüdenstraße, 1911 als Erweiterungsbau des Berliner Rathauses errichtet. Es wurde im Jahr 1902 von Ludwig Hoffmann entworfen.

### Neues Stadthaus
In den Jahren 1936–1938 wurde die Hauptverwaltung der städtischen Feuersozietät als weiterer Bau im Rahmen der Planung eines großen städtischen Forums am Molkenmarkt gegenüber in der Parochialstraße fertiggestellt. Da es als einziger größerer städtischer Bau in Mitte unzerstört geblieben war, beschloss die Stadt 1945 den Auszug der Feuersozietät, um dort einstweilen die neue Stadtverwaltung einzurichten. Seither wird der Bau Neues Stadthaus genannt.

### Zentrale der Berliner Wasserbetriebe
In der Neuen Jüdenstraße 1 befindet sich seit dem Jahr 2000 die Zentrale der Berliner Wasserbetriebe mit einer auffälligen wellenförmigen Fassadenstruktur.

## Pläne für die Zukunft

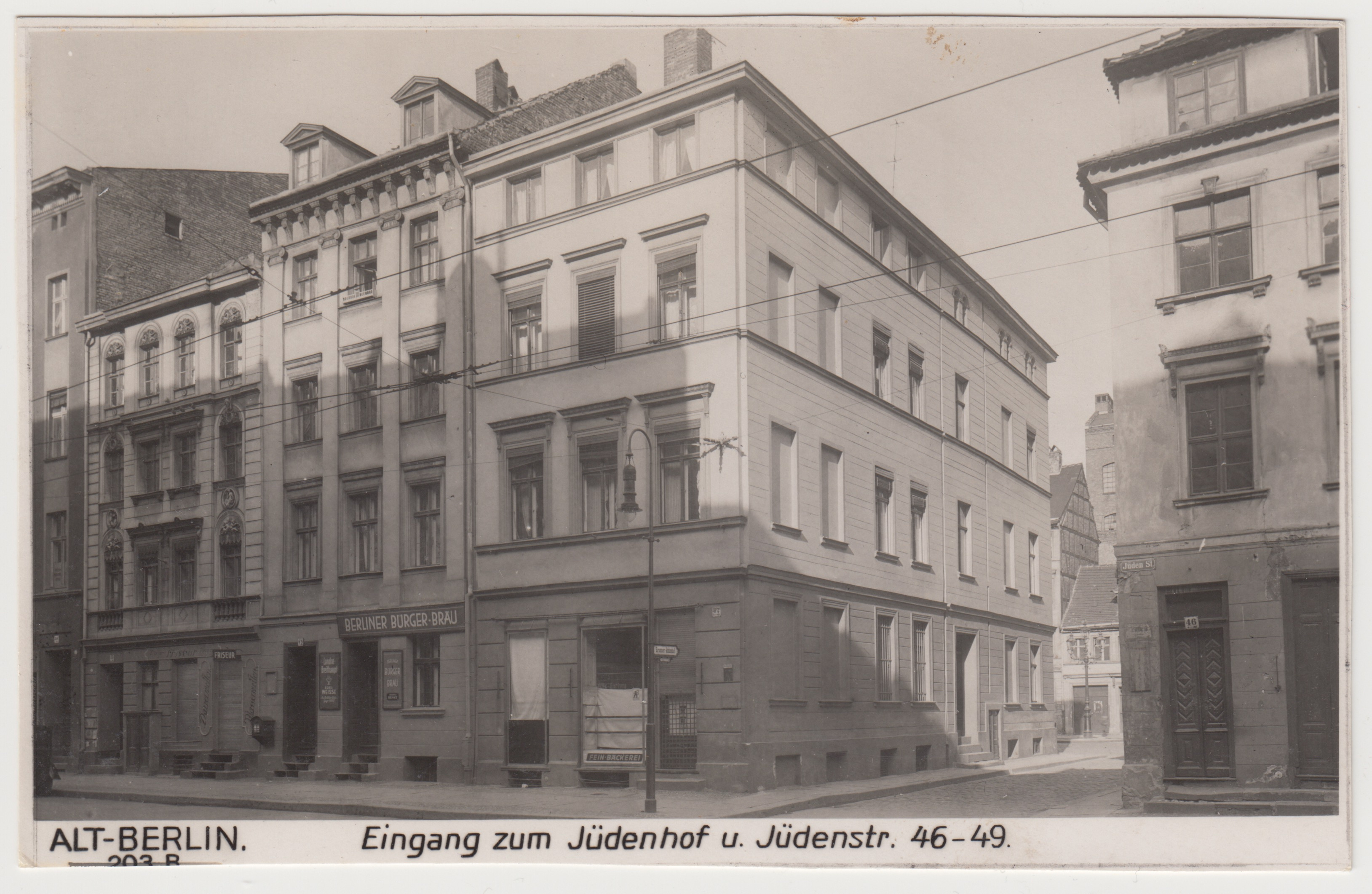
Jüdenstraße mit dem Eingang zum Großen Jüdenhof, ca. 1930

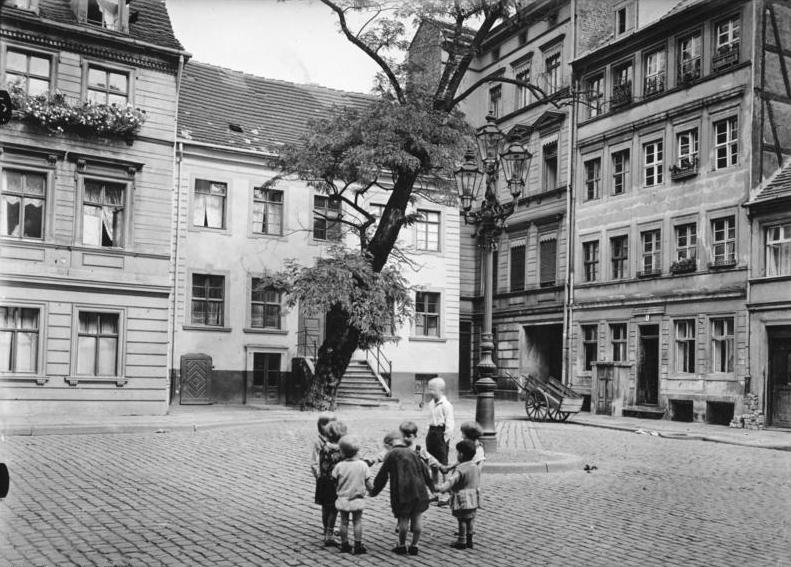
Großer Jüdenhof, 1930

Das 1999 beschlossene „Planwerk Innenstadt“ sieht unter dem Motto Reurbanisierung des Klosterviertels unter anderem vor, den abgerissenen Großen Jüdenhof wiederzugewinnen und mit „besonderer Ausstrahlung zu entwickeln“. Auch die beiden durch die heutige breite Schneise der Grunerstraße getrennten Teilabschnitte der Jüdenstraße sollen wieder zusammengeführt werden. Eine Umsetzung des Konzepts ist bisher (Stand: Mai 2021) nicht erfolgt; jedoch sind vorbereitende Arbeiten (archäologische Untersuchungen und Verlegung der Hauptverkehrsstraßen) begonnen worden. Es ist geplant, dass eine Umsetzung im Rahmen des Projekts Molkenmarkt stattfindet.